# Kristján Bender
Kristján Bender (* 1915; † 1975) war ein isländischer Schriftsteller.

## Leben
Er wurde als Sohn eines Kaufmanns im Gebiet der Ostfjorde Islands geboren. Nachdem er eine Internats-Fortbildungsschule besucht hatte, war er in verschiedenen Berufen beschäftigt. So fand er Anstellungen als Arbeiter, Hochseefischer, Handelsangestellter und Kraftfahrer. Es folgte ein Studienaufenthalt in Dänemark. Danach war er ab 1947 bei der isländischen Landesfinanzverwaltung in Reykjavík angestellt.
Als Schriftsteller verfasste er einen Roman und Erzählbände. Bender war von 1956 bis 1958 Vorsitzender des isländischen Schriftstellerverbandes.

## Werke
- Hinn fordæmdi. Reykjavík 1955.